# Географія Сен-П'єру і Мікелону
Сен-П'єр і Мікелон — невеличка північноамериканська острівна країна, що лежить у водах Атлантичного океану на південь від острова Ньюфаундленд . Загальна площа країни 242 км² (214-те місце у світі), з яких на суходіл припадає 242 км², а на поверхню внутрішніх вод — 0 км². Площа країни вдвічі більша за площу території Голосіївського району міста Києва. 

## Назва
Офіційна назва — Сен-П'єр і Мікелон (фр. Departement de Saint-Pierre et Miquelon, Saint-Pierre et Miquelon). Назва країни походить від назви однойменних островів. Острови були відкриті 21 жовтня 1520 року португальський мореплавць Жуан Алваріш Фагундіш, який назвав їх Архіпелагом одинадцяти тисяч дів, на честь святої великомучениці Урсули та закатованих разом з нею 11 тис. невинних дів. 1536 року французький мореплавець Жак Картьє дав головному острову назву Острів Святого Петра (фр. Isle Sainct Pierre) на честь християнського покровителя рибалок, апостола Святого Петра. У XVI столітті регіон часто відвідували баскські рибалки. Вони назвали острів Мікелле, що баскською мовою означає Михало, імовірно, на честь Архангела Михаїла. 1579 року вперше на картах з'являються топоніми Micquetõ і Micquelle, що з плином часу еволюціонували через Miclon, Micklon в Miquelon.

## Географічне положення
Сен-П'єр і Мікелон — північноамериканська острівна країна, що не має сухопутного державного кордону. Сен-П'єр і Мікелон омивається водами Атлантичного океану. На північ і схід від островів лежить канадський острів Ньюфаундленд. Загальна довжина морського узбережжя 120 км.

Морські кордони Сен-П'єру і Мікелону і Канади

Згідно з Конвенцією Організації Об'єднаних Націй з морського права (UNCLOS) 1982 року, протяжність територіальних вод країни встановлено в 12 морських миль (22,2 км). Виключна економічна зона встановлена на відстань 200 морських миль (370,4 км) від узбережжя.

### Час
Час у Сен-П'єрі і Мікелоні: UTC-3 (-5 годин різниці часу з Києвом). Літній час вводиться другої неділі березня переводом годинникової стрілки на 1 годину вперед, скасовується в першу неділю листопада переводом годинникової стрілки на 1 годину назад.

## Геологія

### Корисні копалини
Надра Сен-П'єру і Мікелону не багаті на корисні копалини, розвідані запаси і поклади відсутні.

## Рельєф
Середні висоти — дані відсутні; найнижча точка — рівень вод Атлантичного океану (0 м); найвища точка — гора Морн-де-ла-Гран-Монтань (240 м).

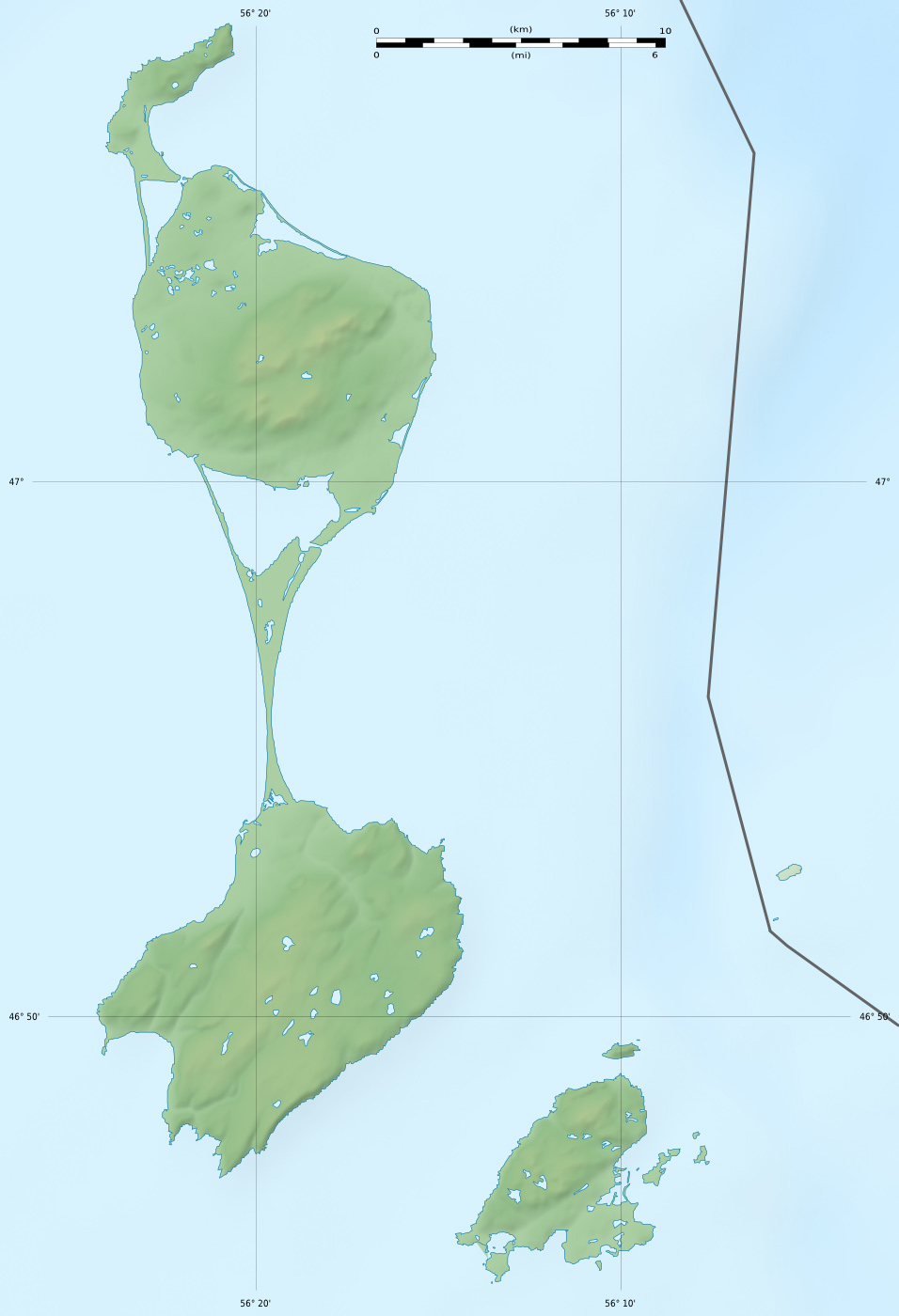
Рельєф Сен-П'єру і Мікелону
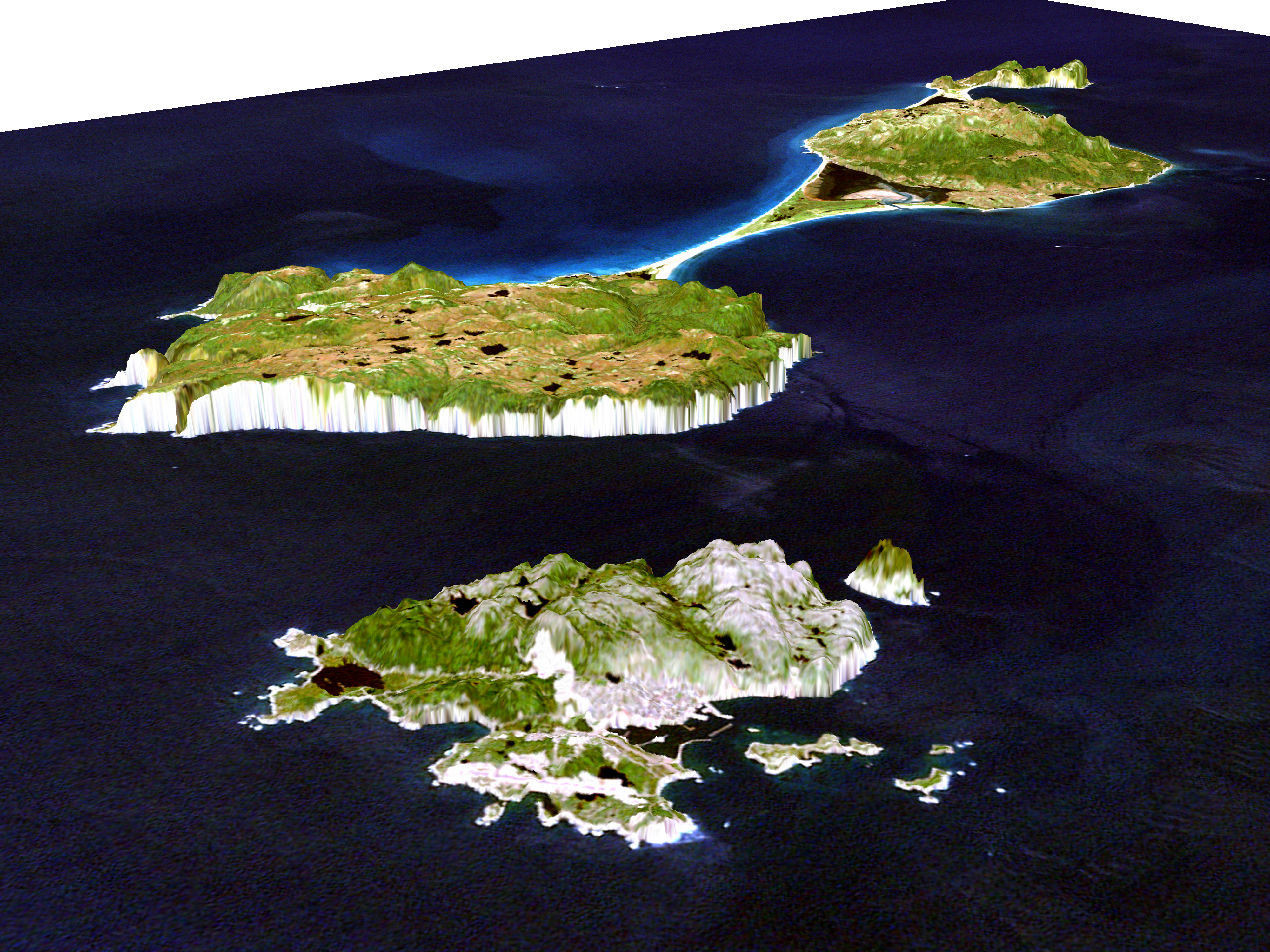
Моделювання поверхні країни
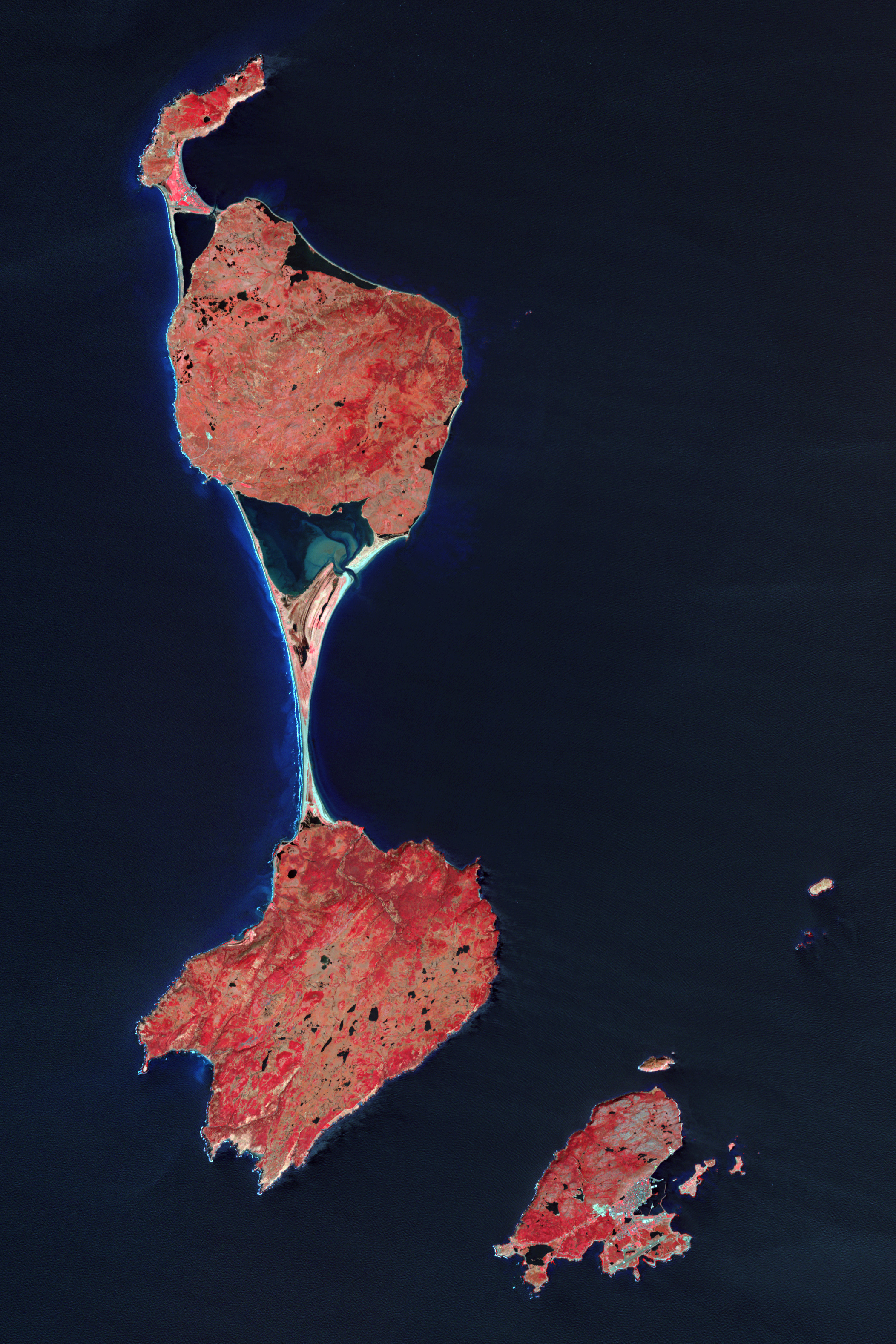
Супутниковий знімок поверхні країни
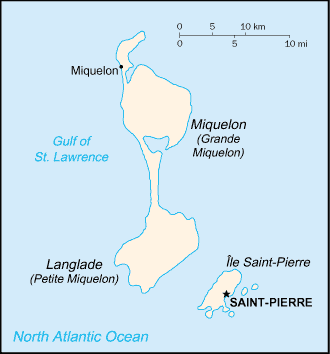
Карта країни (англ.)

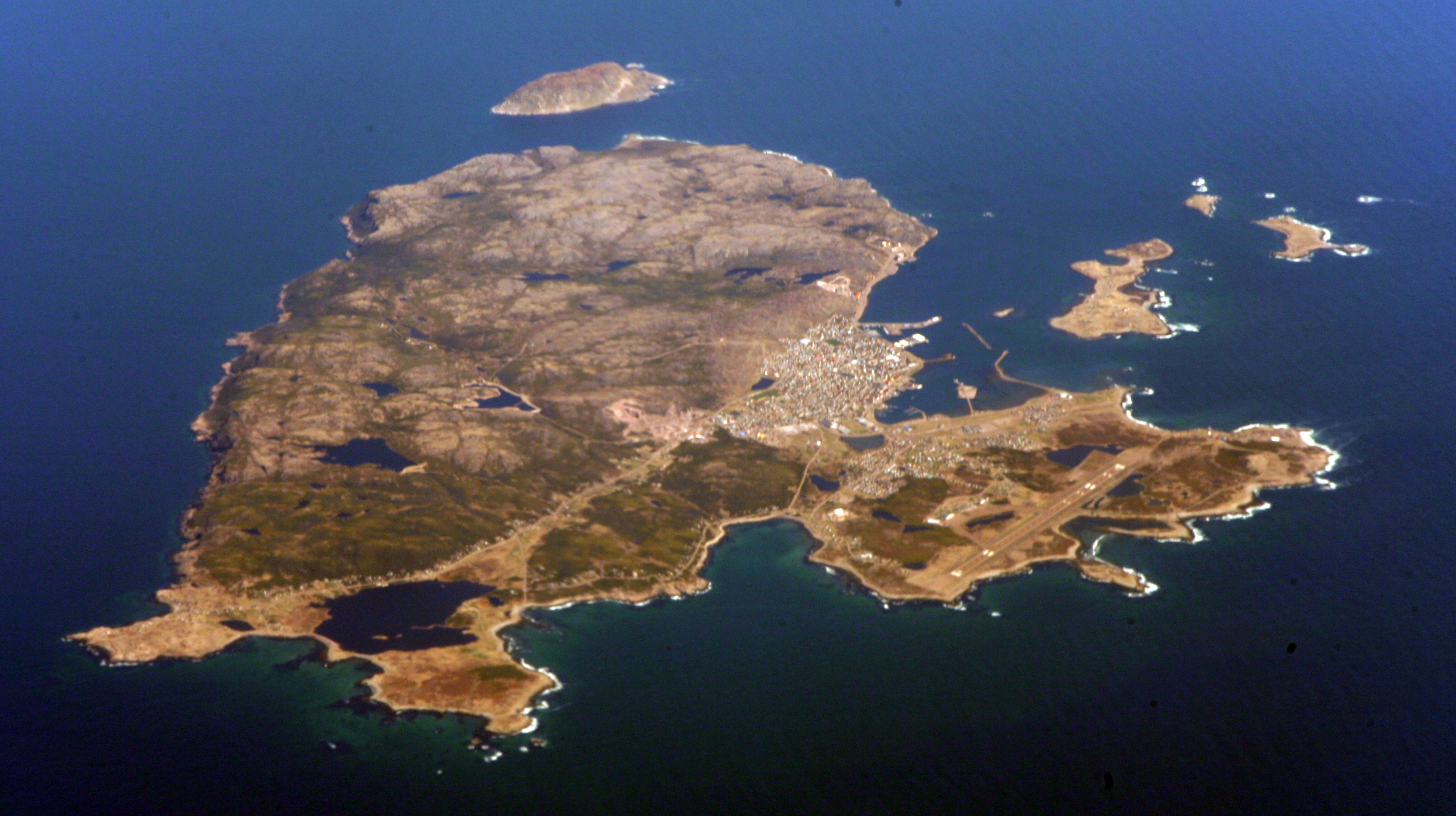
Острів Сен-П'єр з висоти
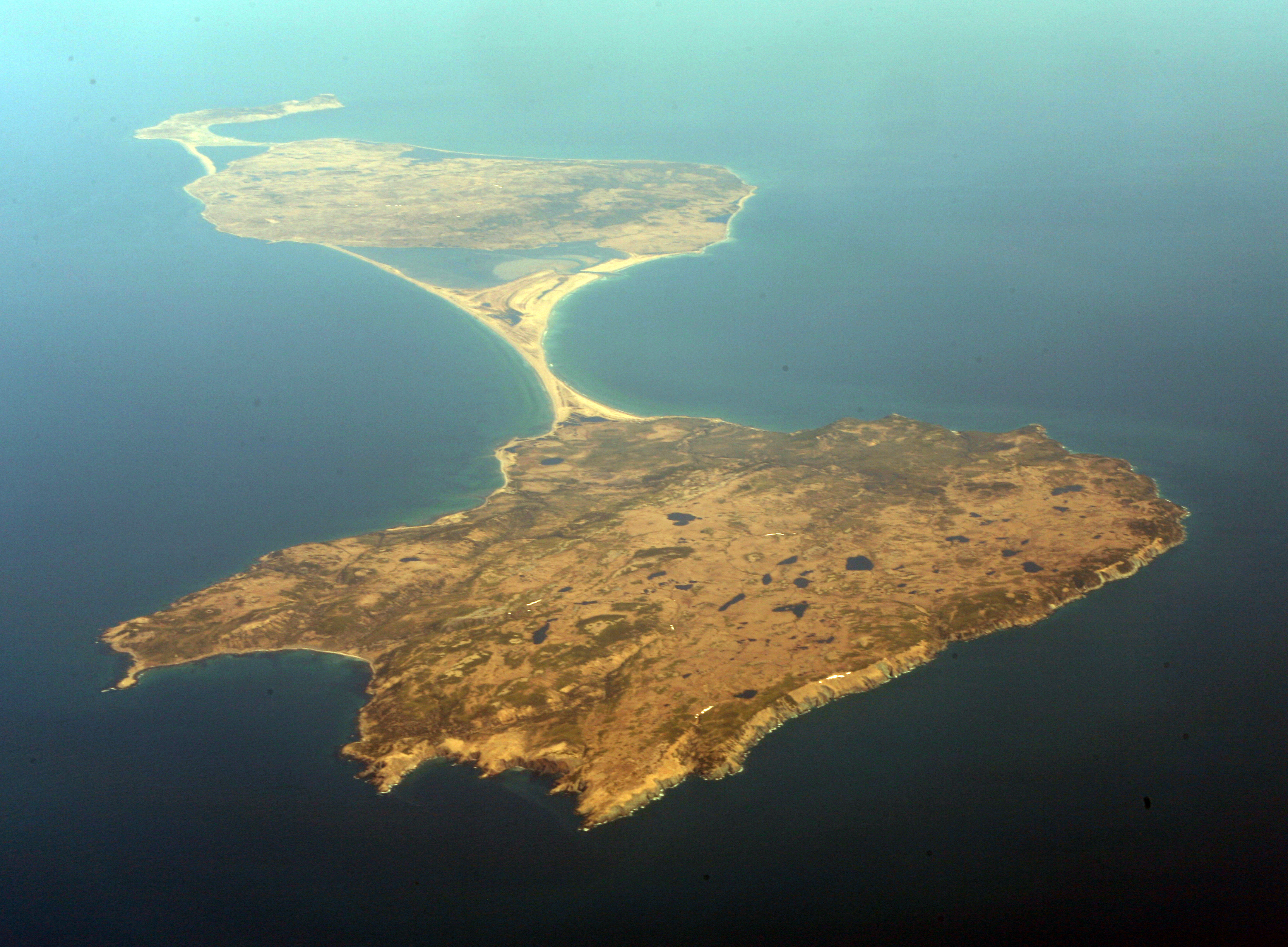
Острів Мікелон з висоти
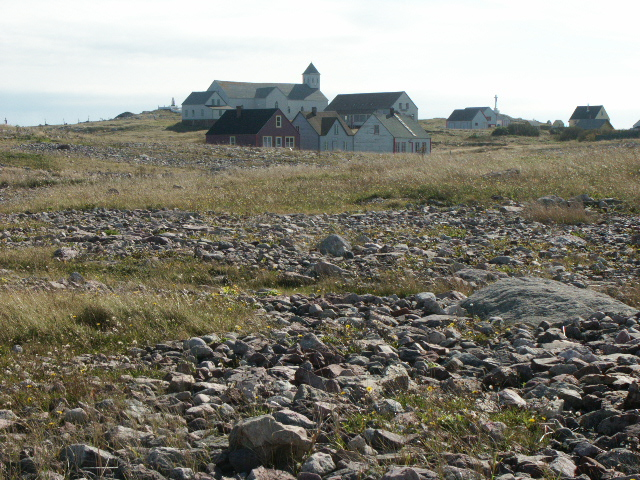
Кам'янисті розсипи
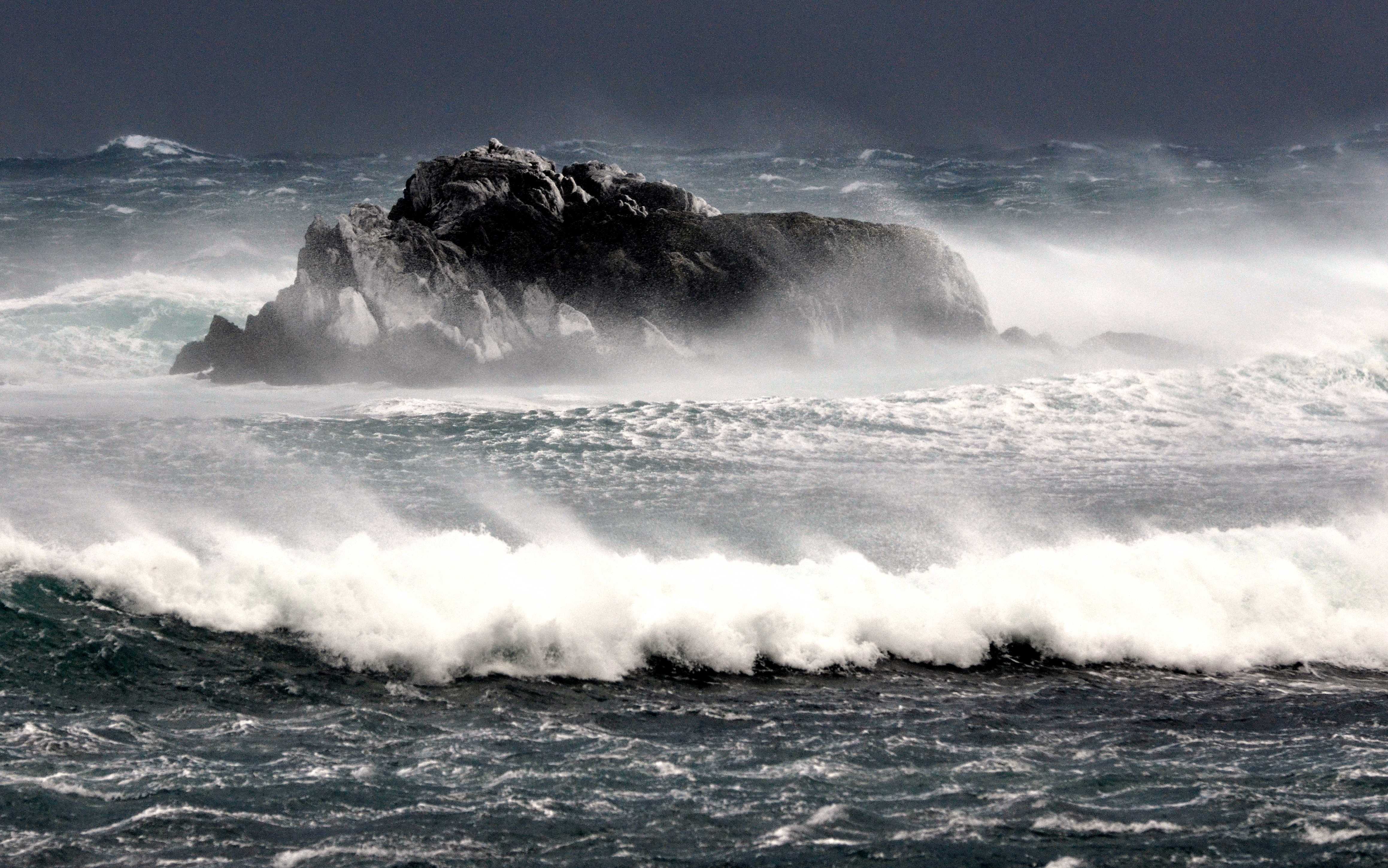
Хвилі на південному узбережжі Сен-П'єру

### Узбережжя

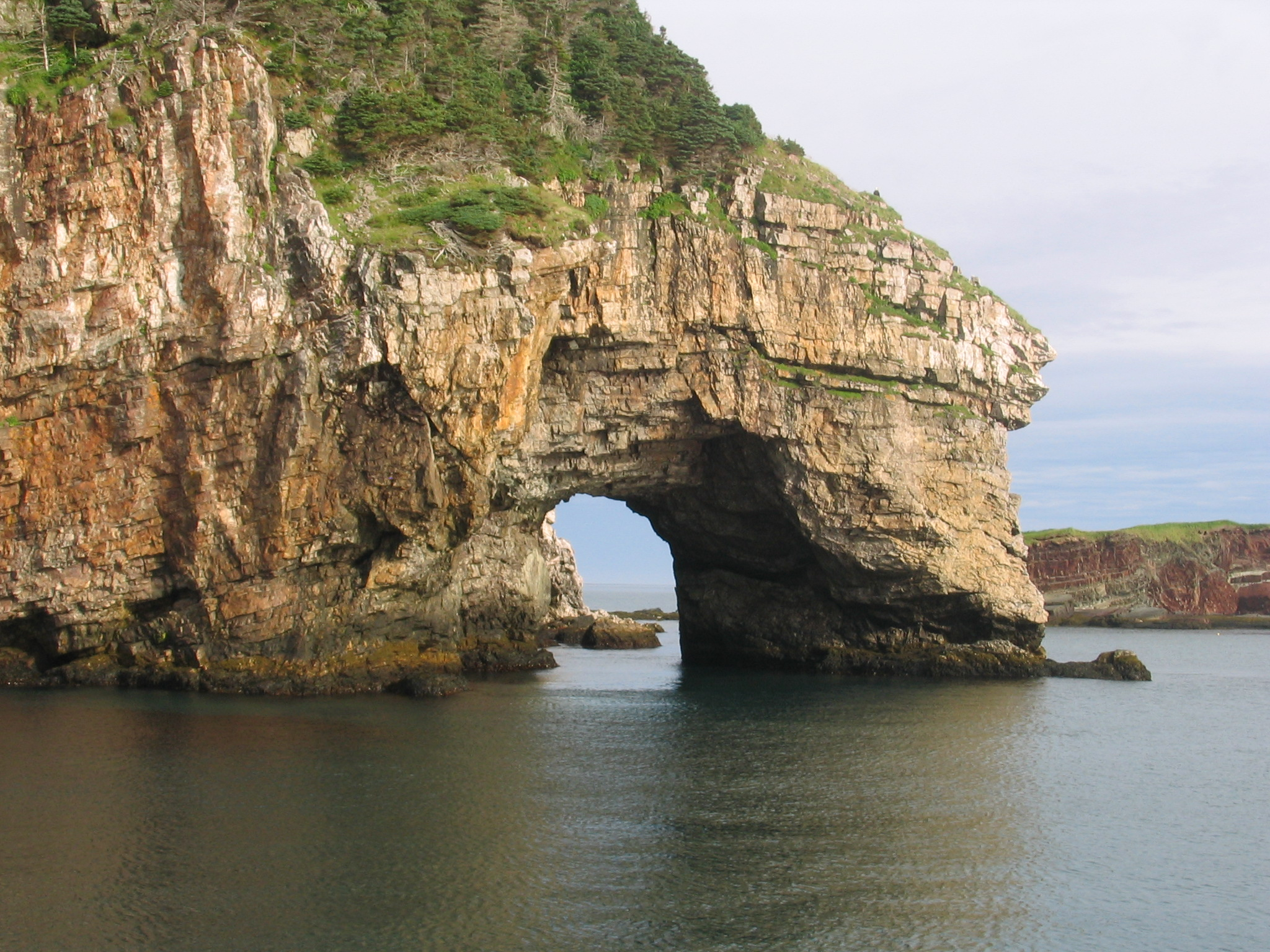
Берегова арка на Мікелоні
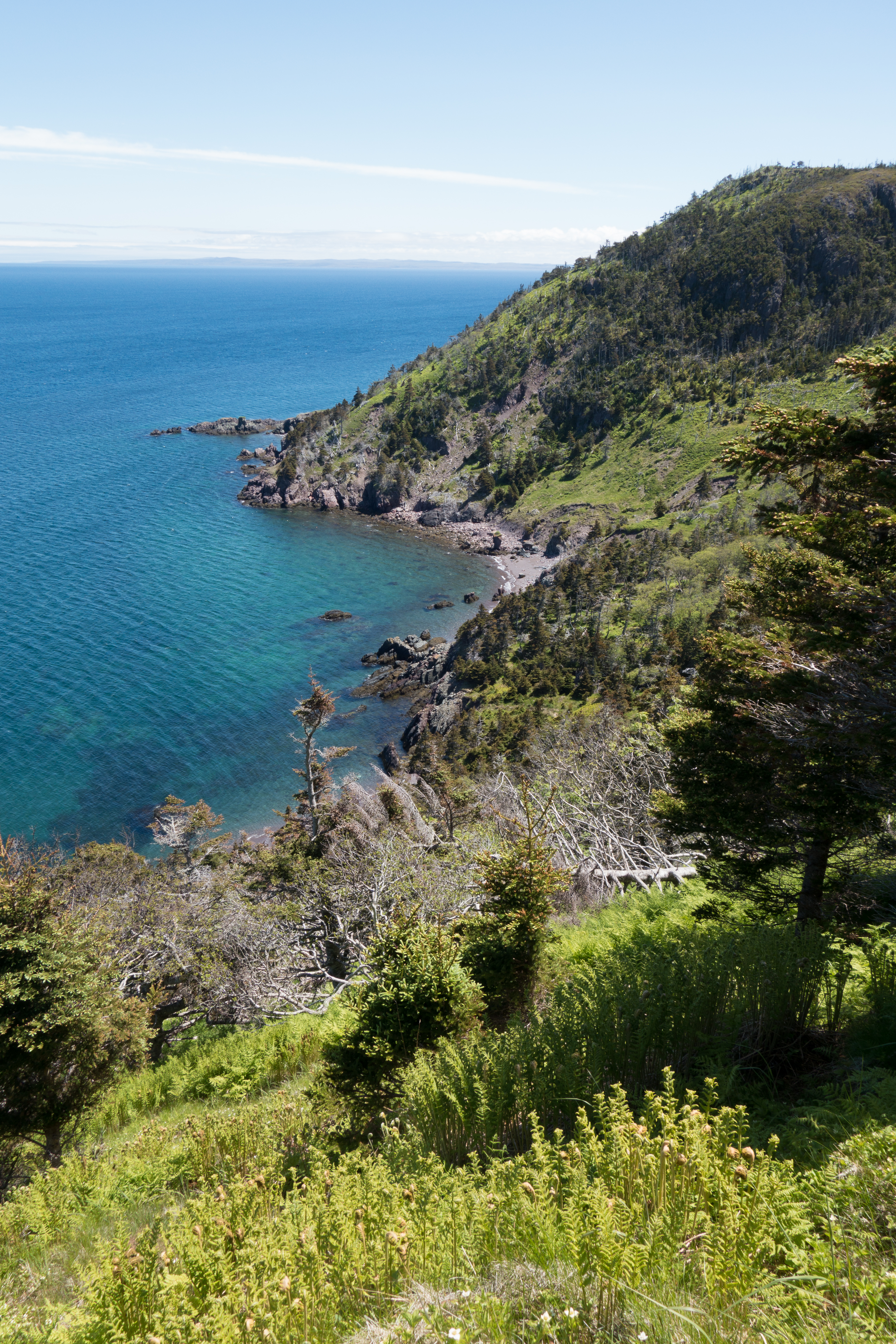
Скелясте узбережжя
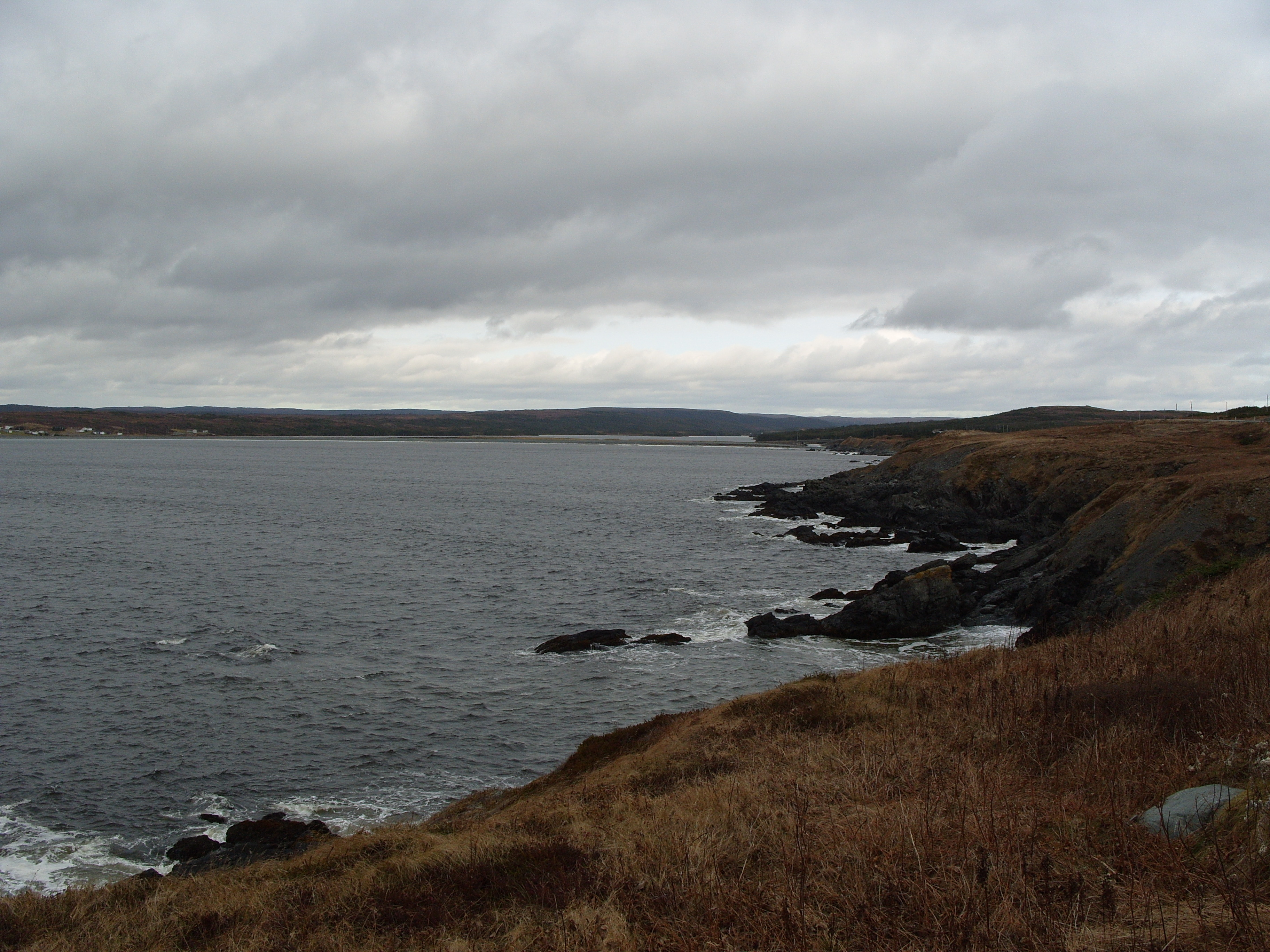
Південний Авалон

### Острови
Територія країни складається з двох масивів суходолу, острова Сен-П'єр (25 км²) і острова Мікелон (216 км²). Останній складається з трьох геологічно окремих островів, що в наш час поєднуються піщаними перемичками — томболо. Це Гран-Мікелон (110 км²), Ланглейд (91 км²) та Ле-Кап (15 км²).

## Клімат
Територія Сен-П'єру і Мікелону лежить на кордоні помірного й субарктичного кліматичних поясів, у зоні взаємодії холодної (Лабрадорської) і теплої (Гольфстрім) течій, що сильно ускладнює метеорологічні умови. Зона постійних штормових вітрів. Незначні сезонні амплітуди температури повітря. Прохолодна зима, можливе випадіння снігу, вологе літо з частими туманами.

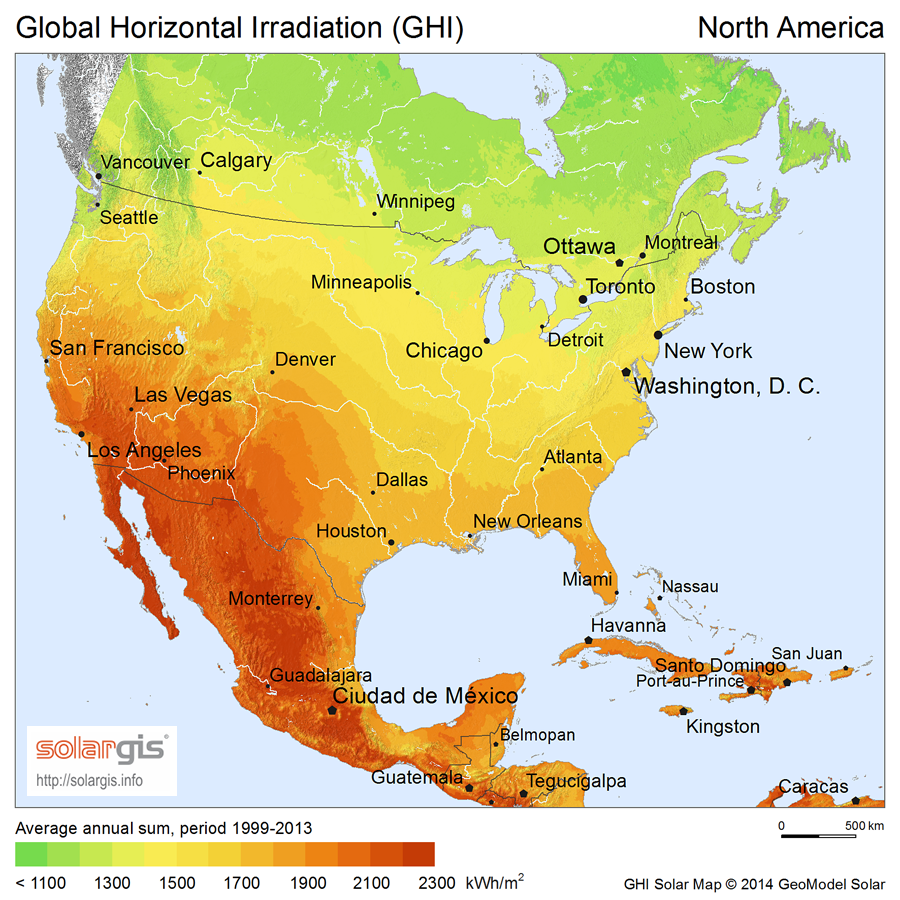
Сонячна радіація (англ.)
Кліматична карта Ньюфаундленду (за Кеппеном)
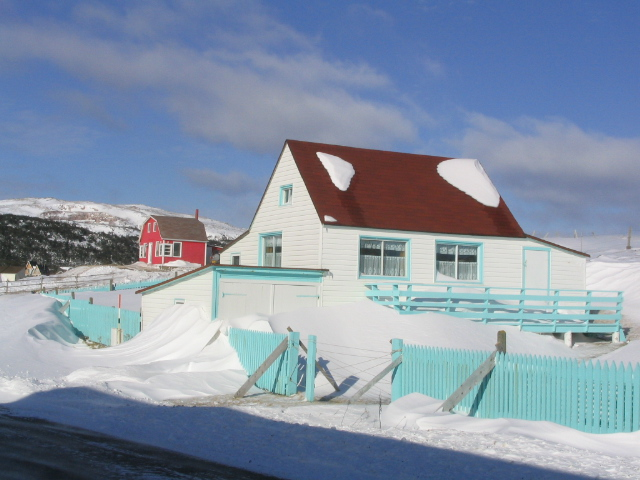
Зима на островах
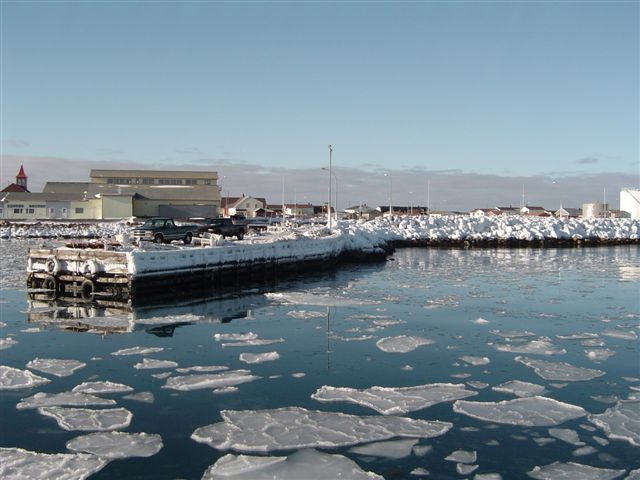
Порт Сен-П'єр взимку

Сен-П'єр і Мікелон не є членом Всесвітньої метеорологічної організації (WMO), інтереси країни в міжнародній організації представляє Франція.

## Внутрішні води
Станом на 2012 рік зрошувані землі в країні були відсутні.

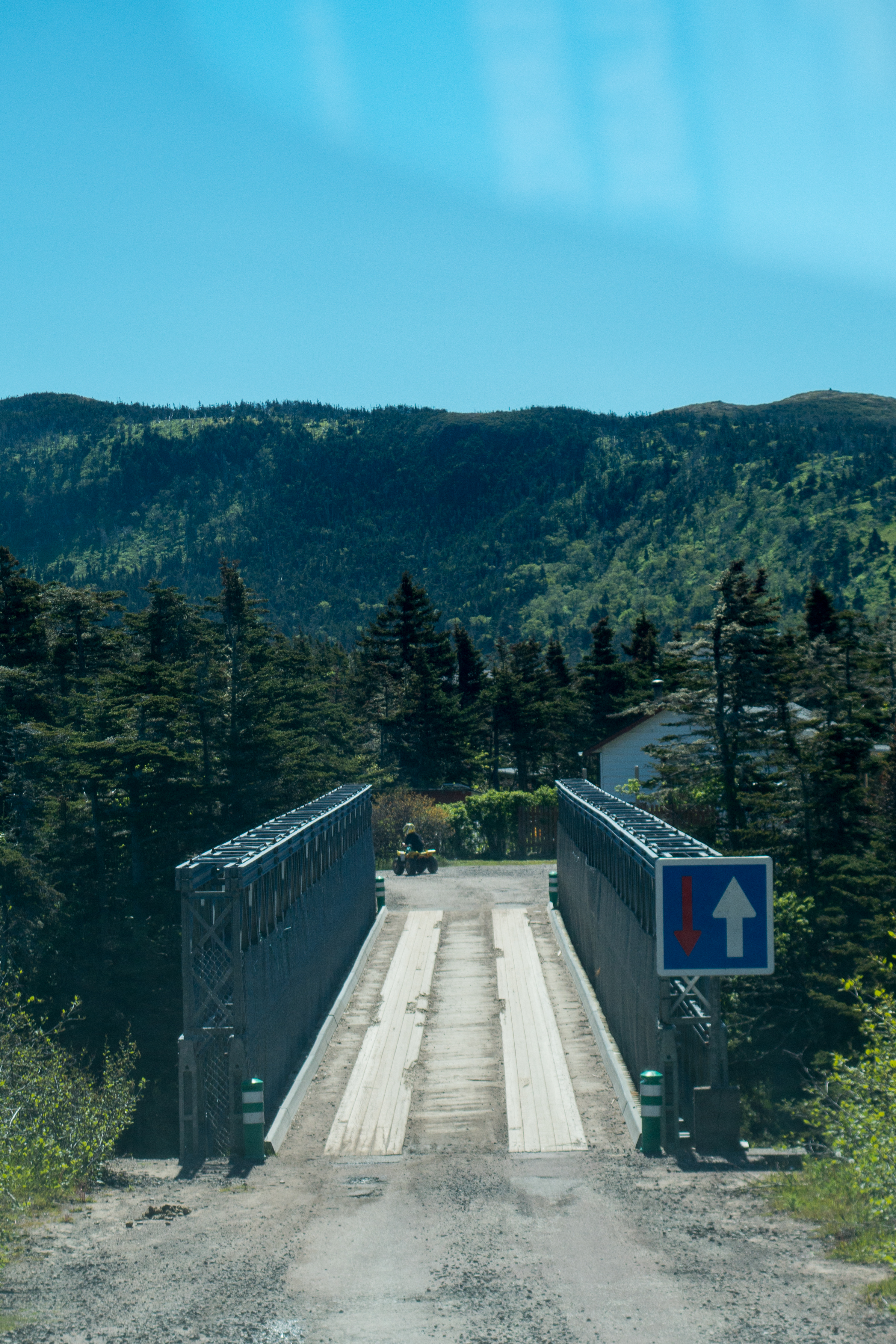
Міст через річку Бель
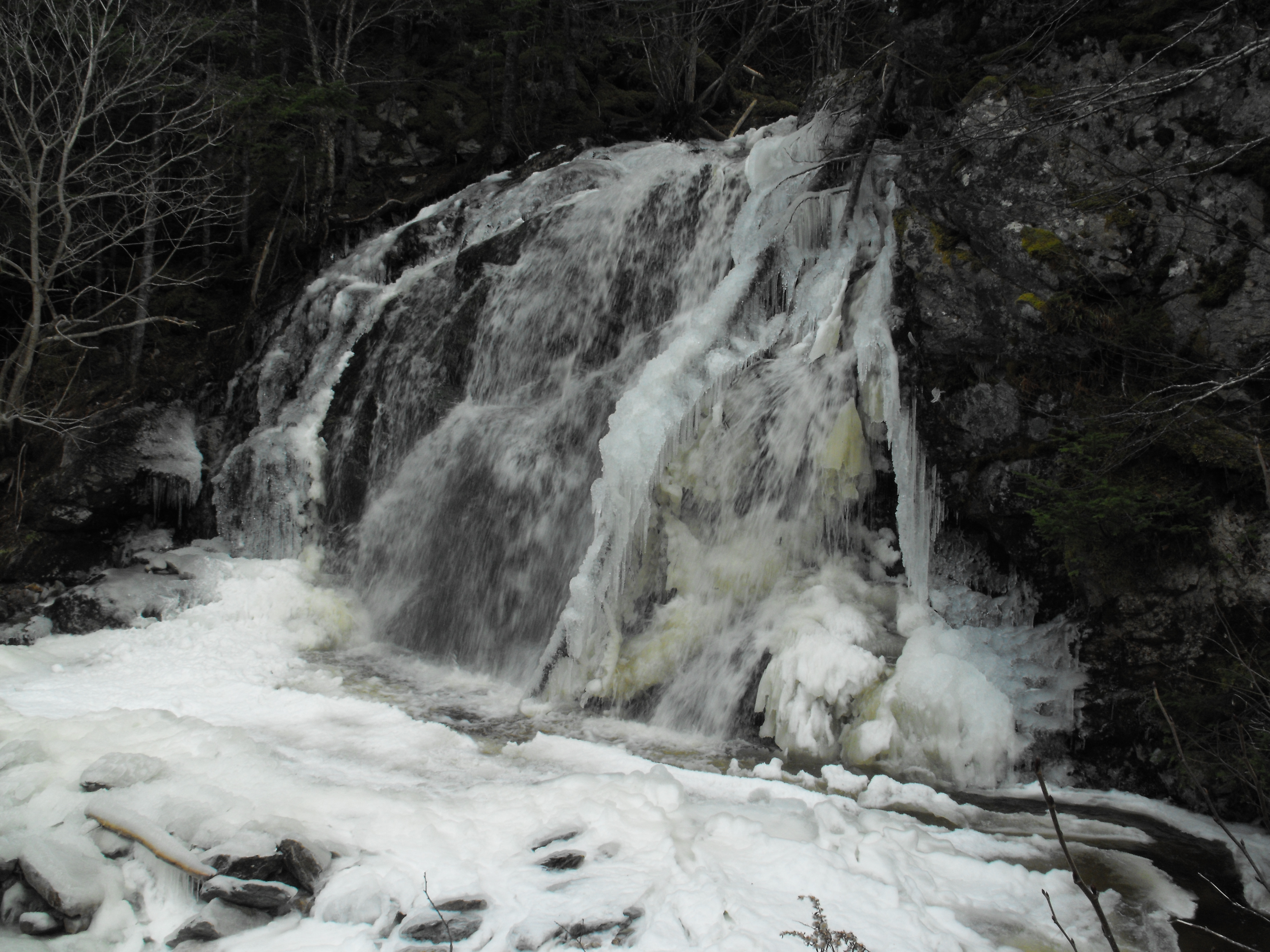
Крижаний водоспад

## Рослинність

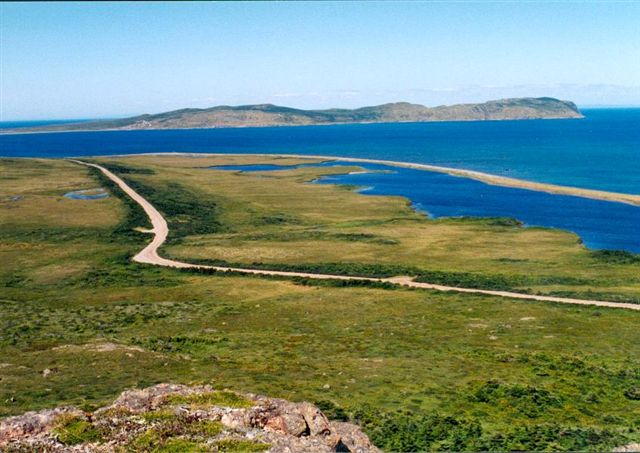
Рослинний покрив Мікелону
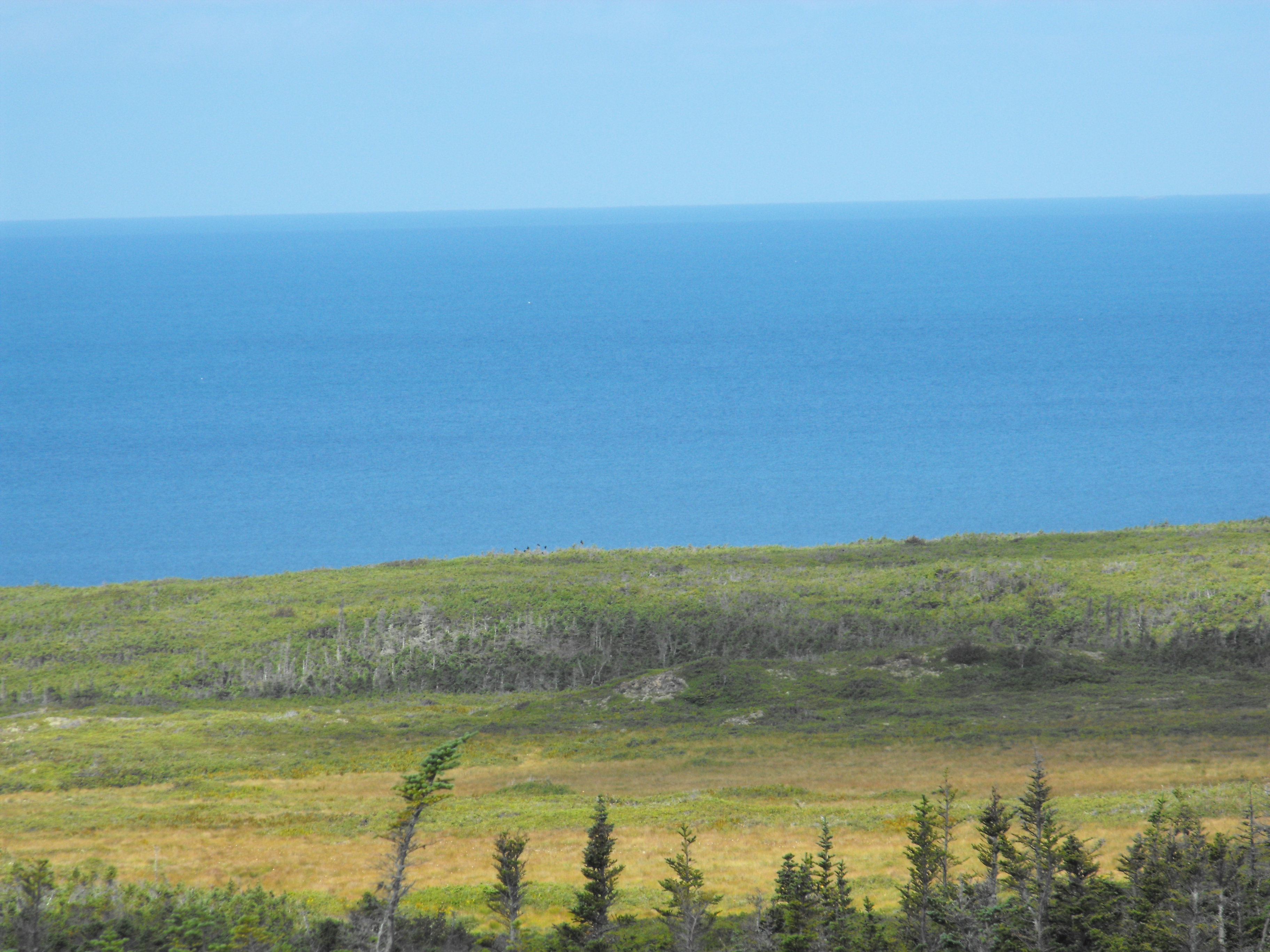
border
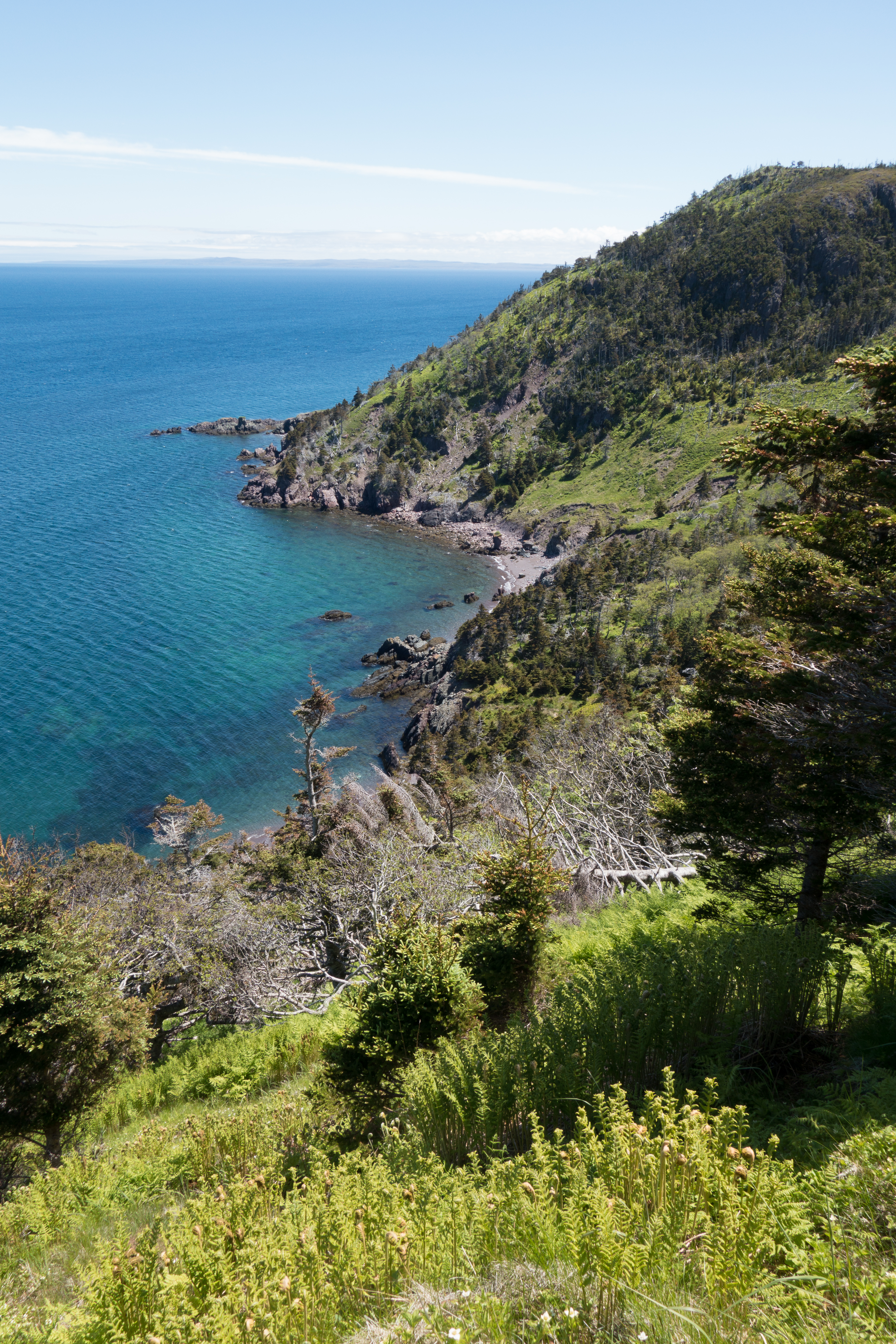
Рослинний покрив Мікелону
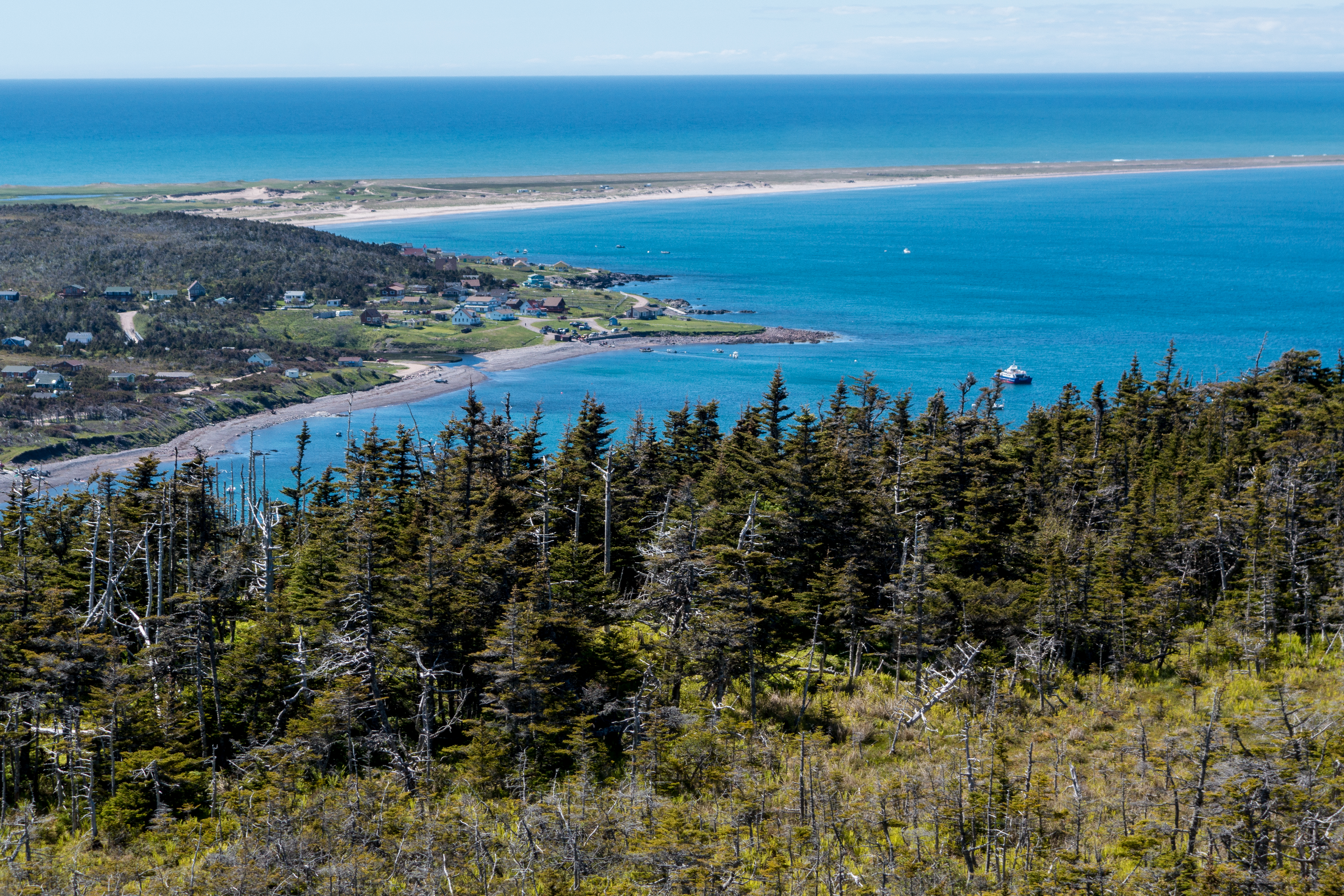
Хвойні ліси Мікелону

Земельні ресурси Сен-П'єру і Мікелону (оцінка 2011 року):
- придатні для сільськогосподарського обробітку землі — 8,7 %,
  - орні землі — 8,7 %,
  - багаторічні насадження — 0 %,
  - землі, що постійно використовуються під пасовища — 0 %;
- землі, зайняті лісами і чагарниками — 12,5 %;
- інше — 78,8 %[1].

## Тваринний світ
Зоогеографічно територія країни належить до Канадської провінції Циркумбореальної підобласті Голарктичної області.

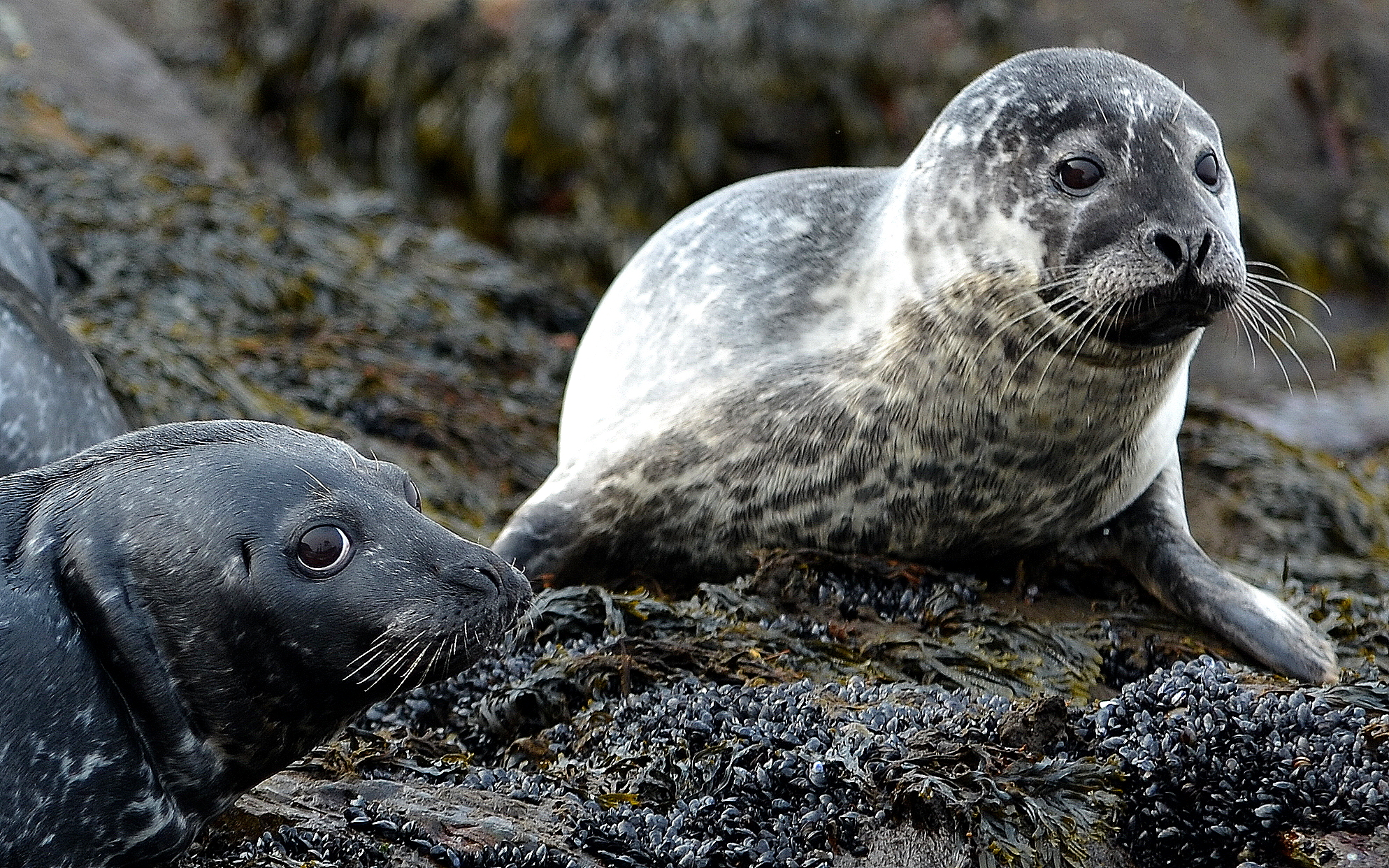
Тюлені
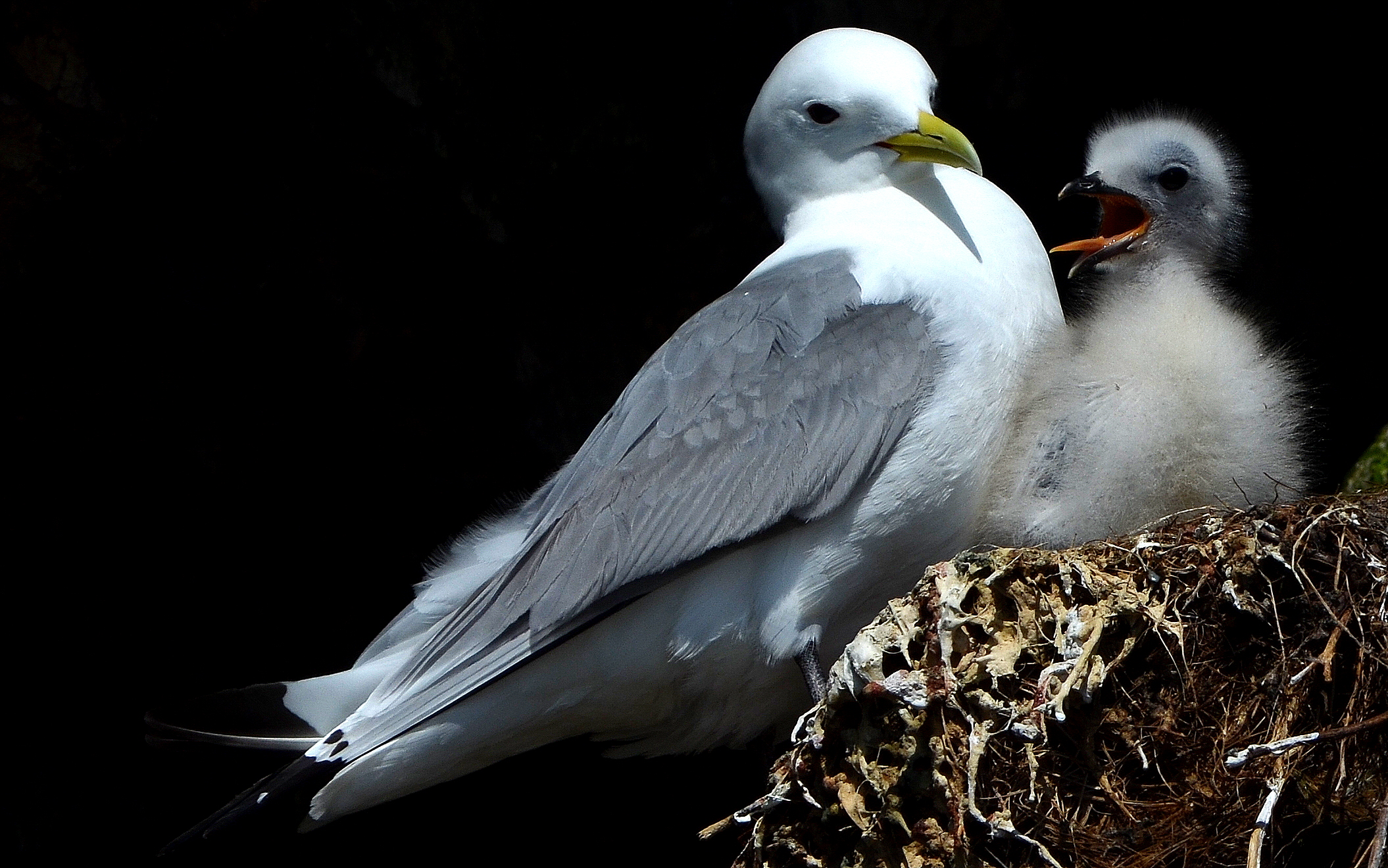
border
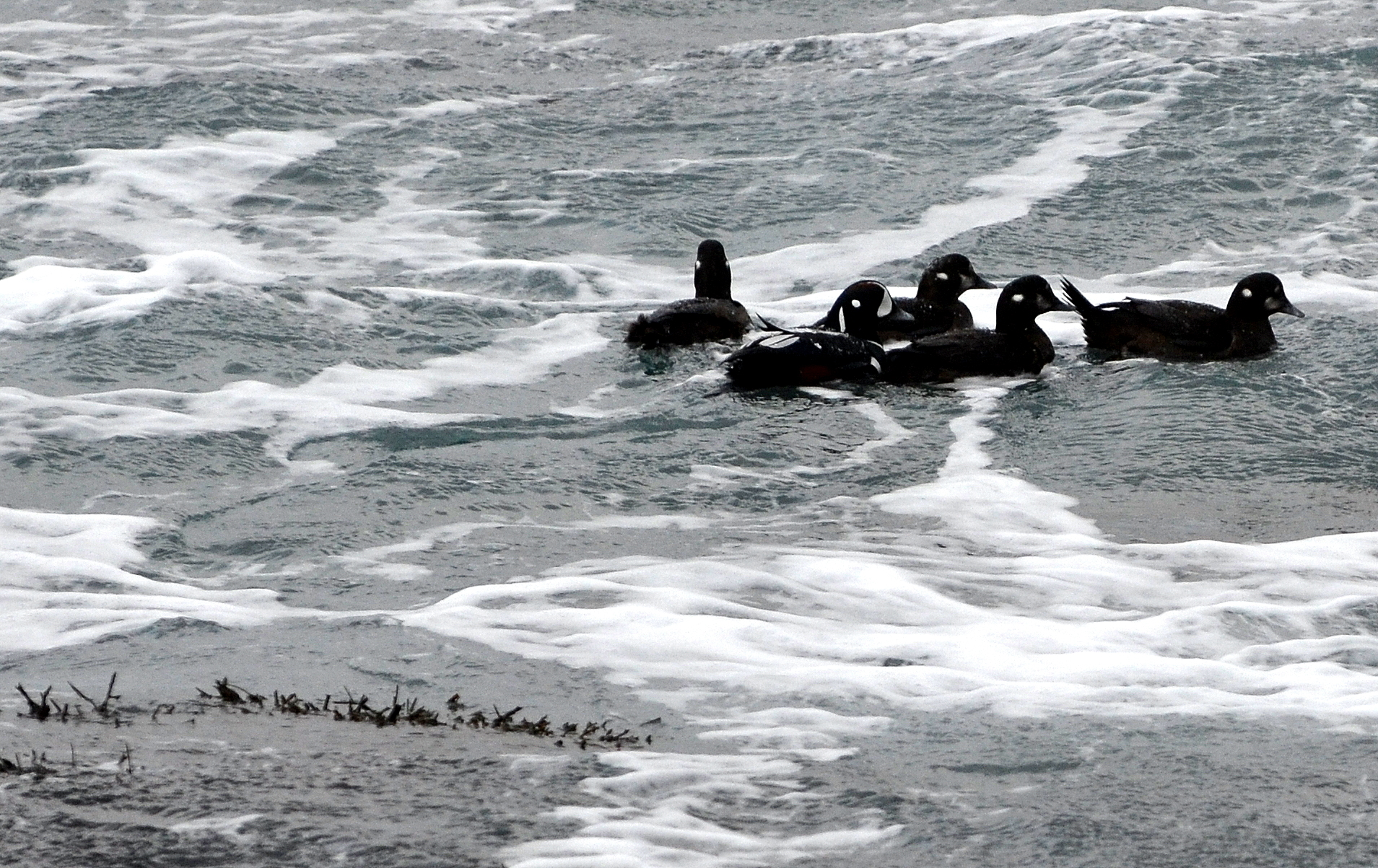
border

## Стихійні лиха та екологічні проблеми
На території країни спостерігаються небезпечні природні явища і стихійні лиха: цілорічні тумани і айсберги навколо островів можуть значно ускладнювати судноплавство.
Серед екологічних проблем варто відзначити:
- потенційні поклади нафти в акваторії островів можуть суттєво ускладнити екологічну обстановку в країні, що не має достатньо розробленого законодавства з охорони навколишнього середовища.

## Фізико-географічне районування
У фізико-географічному відношенні територію Сен-П'єру і Мікелону можна розділити на _ райони, що відрізняються один від одного рельєфом, кліматом, рослинним покривом: .

### Українською
- Атлас світу / голов. ред. І. С. Руденко ; зав. ред. В. В. Радченко ; відп. ред. О. В. Вакуленко. — К. : ДНВП «Картографія», 2005. — 336 с. — ISBN 9666315467.
- Атлас. 7 клас. Географія материків і океанів / Укладачі О. Я. Скуратович, Н. І. Чанцева. — К. : ДНВП «Картографія», 2014.
- Бєлозоров С. Т. Географія материків. — К. : Вища школа, 1971. — 371 с.
- Барановська О. В. Фізична географія материків і океанів : навч. посіб. для студентів ВНЗ : [у 2 ч.]. — Н. : Ніжинський державний університет ім. Миколи Гоголя, 2013. — 306 с. — ISBN 978-617-527-106-3.
- Сен-П'єр і Мікелон // Гірничий енциклопедичний словник : [у 3-х тт.] / за ред. В. С. Білецького. — Д. : Східний видавничий дім, 2004. — Т. 3. — 752 с. — ISBN 966-7804-78-X.
- Дубович І. А. Країнознавчий словник-довідник. — 5-те вид., перероб. і доп. — К. : Знання, 2008. — 839 с. — ISBN 978-966-346-330-8.
- Економічна і соціальна географія країн світу. Навчальний посібник / За ред. Кузика С. П. — Л. : Світ, 2002. — 672 с. — ISBN 966-603-178-7.
- Панасенко Б. Д. Фізична географія материків : навч. посіб. : в 2 ч. — В. : ЕкоБізнесЦентр, 1999. — 200 с.
- Юрківський В. М. Регіональна економічна і соціальна географія. Зарубіжні країни: Підручник. — 2-ге. — К. : Либідь, 2001. — 416 с. — ISBN 966-06-0092-5.

### Англійською
- (англ.) Graham Bateman. The Encyclopedia of World Geography. — Andromeda, 2002. — 288 с. — ISBN 1871869587.

### Російською
- (рос.) Авакян А. Б., Салтанкин В. П., Шарапов В. А. Водохранилища. — М. : Мысль, 1987. — 326 с. — (Природа мира)
- (рос.) Алисов Б. П., Берлин И. А., Михель В. М. Курс климатологии [в 3-х тт.] / под. ред. Е. С. Рубинштейн. — Л. : Гидрометеоиздат, 1954. — Т. 3. Климаты земного шара. — 320 с.
- (рос.) Апродов В. А. Вулканы. — М. : Мысль, 1982. — 368 с. — (Природа мира)
- (рос.) Апродов В. А. Зоны землетрясений. — М. : Мысль, 2010. — 462 с. — (Природа мира) — ISBN 978-5-244-01122-7.
- (рос.) Букштынов А. Д., Грошев Б. И., Крылов Г. В. Леса. — М. : Мысль, 1981. — 316 с. — (Природа мира)
- (рос.) Власова Т. В. Физическая география материков. С прилегающими частями океанов. Евразия, Северная Америка. — 4-е, перераб. — М. : Просвещение, 1986. — 417 с.
- (рос.) Гвоздецкий Н. А. Карст. — М. : Мысль, 1981. — 214 с. — (Природа мира)
- (рос.) Гвоздецкий Н. А., Голубчиков Ю. Н. Горы. — М. : Мысль, 1987. — 400 с. — (Природа мира)
- (рос.) Географический энциклопедический словарь: географические названия / под. ред. А. Ф. Трёшникова. — 2-е изд., доп. — М. : Советская энциклопедия, 1989. — 585 с. — ISBN 5-85270-057-6.
- (рос.) Исаченко А. Г., Шляпников А. А. Ландшафты. — М. : Мысль, 1989. — 504 с. — (Природа мира) — ISBN 5-244-00177-9.
- (рос.) Каплин П. А., Леонтьев О. К., Лукьянова С. А., Никифоров Л. Г. Берега. — М. : Мысль, 1991. — 480 с. — (Природа мира) — ISBN 5-244-00449-2.
- (рос.) Словарь современных географических названий / под общей редакцией акад. В. М. Котлякова. — Екатеринбург : У-Фактория, 2006.
- (рос.) Литвин В. М., Лымарев В. И. Острова. — М. : Мысль, 2010. — 288 с. — (Природа мира) — ISBN 978-5-244-01129-6.
- (рос.) Лобова Е. В., Хабаров А. В. Почвы. — М. : Мысль, 1983. — 304 с. — (Природа мира)
- (рос.) Максаковский В. П. Географическая картина мира. Книга I: Общая характеристика мира. — М. : Дрофа, 2008. — 495 с. — ISBN 978-5-358-05275-8.
- (рос.) Максаковский В. П. Географическая картина мира. Книга II: Региональная характеристика мира. — М. : Дрофа, 2009. — 480 с. — ISBN 978-5-358-06280-1.
- (рос.) Сен-Пьер и Микелон // Поспелов Е. М. Топонимический словарь. — М. : АСТ, 2005. — 229 с. — ISBN 5-17-016407-6.
- (рос.) Сандерсон И. Северная Америка. — М. : Прогресс, 1979. — 304 с. — (Континенты, на которых мы живем)
- (рос.) География / под ред. проф. А. П. Горкина. — М. : Росмэн-Пресс, 2006. — 624 с. — (Современная иллюстрированная энциклопедия) — ISBN 5-353-02443-5.
- (рос.) Физико-географический атлас мира. — М. : Академия наук СССР и ГУГК СССР, 1964. — 298 с.
- (рос.) Энциклопедия стран мира / глав. ред. Н. А. Симония. — М. : НПО «Экономика» РАН, отделение общественных наук, 2004. — 1319 с. — ISBN 5-282-02318-0.